# Miklós Garai II
Nicolas II Garaï (appelé indifféremment Nicolas de Gorjani ou Miklós II ; né vers, 1367 – mort en décembre 1433) était un puissant baron de Hongrie, qui exerça les charges de palatin de Hongrie de 1402 à 1433, et de vice-roi de Macsó, d'Usora, de Só, de Slavonie, de Croatie et Dalmatie. Il était également suzerain de Braničevo, Syrmie, Bačka, Banat et Baranya. Avec son allié Stibor de Stiboricz (en), il fut trente ans durant l'un des plus riches et plus puissants seigneurs de Hongrie, et administrait de fait la Hongrie au nom du roi Sigismond, qui en 1416 lui accorda le droit de frapper son blason de l'Ordre du Dragon et de l'Ordre du Ruban.
Il eut pour première épouse Théodora de Serbie, fille du prince Lazare de Serbie, puis en 1405, il épousa Anne de Cilley, sœur de la reine Barbe de Cilley, devenant par là membre de la famille royale. Sa petite-fille Anne fut fiancée à Matthias Corvin.

## Sa jeunesse
Nicolas était le fils de Miklós Garai,, fondateur d'une dynastie de féodaux influents, qui servit Louis Ier de Hongrie. Son père arrangea ses fiançailles avec Hélène, une des filles de Lazare de Serbie.
Nicolas assista le 25 juillet 1386 à la mort de son père lors du combat qui l'opposait à Jean de Horvát et Jean de Palisna près de leur château de Gara (l'actuelle Gorjani en Croatie,). Horvát et Palisna, partisans de Ladislas Ier de Naples, s'étaient rebellés contre la princesse héritière Marie. Nicolas devint désormais l'un des plus fermes appuis de l'époux de Marie, Sigismond de Luxembourg, qui devint roi de Hongrie le 31 mars 1387,.

## Ascension politique

### Ban de Macsó
Sigismond confia à Nicolas la charge de ban (ou gouverneur) de Macsó (l'actuelle Mačva en Serbie), titre qui confiait traditionnellement autorité sur les comitats voisins de Bács, Baranya, Bodrog, de Syrmie et de Valkó. Il renforça de ses chevaliers l'armée d'Étienne Losonci, ban de Szörény, qui mit en déroute Jean de Horvát dans les environs de Cserög, rétablissant ainsi l'autorité royale en Serbie . En 1387, Nicolas fut nommé ispán du comitat de Verőce,. Selon une charte royale de 1410, il rallia Lazare de Serbie à la cause de Sigismond en 1389.
Ses terres, qui s'étendaient le long des marches méridionales du Royaume de Hongrie, étaient la proie d'incessantes incursions des Ottomans : aussi Nicolas chercha-t-il à se rendre maître de fiefs plus reculés : à sa demande, Sigismond échangea avec Nicolas Zámbó les terres de Pápa ainsi que la forteresse de Somló en Transdanubie contre les fiefs des marches en 1389. Puis il persuada le roi de lui échanger ces deux domaines contre le château d'Ivankovo, ; mais les échecs répétés de Nicolas dans la défense des frontières méridionales poussèrent le roi à le remplacer par Losonci en 1390. Il retrouva toutefois les faveurs de la cour dès 1393, et fut envoyé en mission en Croatie et Dalmatie l'année suivante,.

### Ban de Croatie, de Dalmatie et de Slavonie
D'après un décret royal de décembre 1394, Nicolas ne bénéficia d'abord que formellement du titre de ban de Croatie et Dalmatie. L'historien Stanko Andrić suppose que c'est à la suite de la campagne victorieuse en Bosnie en juillet 1394 que le roi l'aurait promu. À la fin de l'automne, Nicolas mit en déroute le gouverneur de Ladislas pour ces deux provinces, Hrvoje Vukčić Hrvatinić. Au terme de cette victoire, les bourgeois de Split l’élurent seigneur protecteur de leur ville.
Nicolas dut ensuite rejoindre l'armée royale pour envahir la Valachie en juillet 1395. Au cours de la retraite qui s'ensuivit, il commandait l'arrière-garde avec Pierre Perényi. Il demeura ensuite de longs mois sur ses terres avant de revenir en Croatie. Il présida en juillet 1396 le sabor de Croatie aux côtés de l'évêque de Zagreb, Jean Szepesi.
Nicolas accompagna de nouveau Sigismond pour affronter les Ottomans, mais leur croisade tourna court après la défaite de Nicopolis (25 septembre 1396) ; Nicolas fut l'un des rares généraux qui parvinrent à échapper au massacre. Mais la défaite de roi indigna l'intendant Étienne II Lackfi, que Sigismond avait chargé d'administrer la Hongrie durant la campagne militaire : avec son neveu, il offrit ses services au prétendant Ladislas de Naples,.
Nicolas couvrit la retraite du roi avec les débris de l'armée hongroise : ils débarquèrent à Split, sur la côte dalmate, le 21 décembre 1396. D'emblée, les bourgeois renouvelèrent leur appui au « comte » Nicolas. Alors le roi parvint, avec l'appui de Nicolas, à mater les partisans de Ladislas de Naples dans les autres villes de Dalmatie, puis il marcha sur Križevci. Par une ruse, les Lackfis furent attirés dans cette ville, où l'on s'empara d'eux pour les exécuter, le 27 février 1397. Selon László Markó, Nicolas et Hermann de Celje les auraient attirés en Slavonie, mais Elemér Mályusz, estimant que le déroulement de cette purge est mal documentée, suggère que l'instigateur de cette ruse serait l'archevêque d'Esztergom, János Kanizsai. Toujours est-il qu'après les purges de Križevci, Sigismond éleva Nicolas au rang de « ban de Slavonie,. »
Au mois de mai suivant, Sigismond lui accorda les terres d'Osor et de Cres en Dalmatie, confisquées à Janos Szerecsen et ses fils, qui ne payaient plus l'impôt régional depuis des années. Sigismond tint une diète à Temesvár où il promulgua diverses mesures destinées à renforcer les marches méridionales de Hongrie. Le 2 novembre, il confirma officiellement l'octroi des banats de Dalmatie, de Croatie et de Slavonie avec toutes leurs dépendances et bailliages aux frères Nicolas et Janos Garaï jusqu'à leur mort,.
Sigismond l'éleva enfin au rang de Palatin de Hongrie au mois de septembre 1402.

## Ascendance
|  |                  |  |  |  |  |  |  |  |  |  |  |  |  |  |  |  |  |  |  |
|  | Stepan Dorozsma  |  |  |  |  |  |  |  |  |  |  |  |  |  |  |  |  |  |  |
|  |                  |  |  |  |  |  |  |  |  |  |  |  |  |  |  |  |  |  |  |
|  |                  |  |  |  |  |  |  |  |  |  |  |  |  |  |  |  |  |  |  |
|  | Andres Garaï     |  |  |  |  |  |  |  |  |  |  |  |  |  |  |  |  |  |  |
|  |                  |  |  |  |  |  |  |  |  |  |  |  |  |  |  |  |  |  |  |
|  |                  |  |  |  |  |  |  |  |  |  |  |  |  |  |  |  |  |  |  |
|  | Miklós Garai     |  |  |  |  |  |  |  |  |  |  |  |  |  |  |  |  |  |  |
|  |                  |  |  |  |  |  |  |  |  |  |  |  |  |  |  |  |  |  |  |
|  |                  |  |  |  |  |  |  |  |  |  |  |  |  |  |  |  |  |  |  |
|  | Serfesd Nevnaï   |  |  |  |  |  |  |  |  |  |  |  |  |  |  |  |  |  |  |
|  |                  |  |  |  |  |  |  |  |  |  |  |  |  |  |  |  |  |  |  |
|  |                  |  |  |  |  |  |  |  |  |  |  |  |  |  |  |  |  |  |  |
|  | Ladislas Nevnaï  |  |  |  |  |  |  |  |  |  |  |  |  |  |  |  |  |  |  |
|  |                  |  |  |  |  |  |  |  |  |  |  |  |  |  |  |  |  |  |  |
|  |                  |  |  |  |  |  |  |  |  |  |  |  |  |  |  |  |  |  |  |
|  | N. Nevnai        |  |  |  |  |  |  |  |  |  |  |  |  |  |  |  |  |  |  |
|  |                  |  |  |  |  |  |  |  |  |  |  |  |  |  |  |  |  |  |  |
|  |                  |  |  |  |  |  |  |  |  |  |  |  |  |  |  |  |  |  |  |
|  | Gregory Kórógyi  |  |  |  |  |  |  |  |  |  |  |  |  |  |  |  |  |  |  |
|  |                  |  |  |  |  |  |  |  |  |  |  |  |  |  |  |  |  |  |  |
|  |                  |  |  |  |  |  |  |  |  |  |  |  |  |  |  |  |  |  |  |
|  | Yolande Kórógyi  |  |  |  |  |  |  |  |  |  |  |  |  |  |  |  |  |  |  |
|  |                  |  |  |  |  |  |  |  |  |  |  |  |  |  |  |  |  |  |  |
|  |                  |  |  |  |  |  |  |  |  |  |  |  |  |  |  |  |  |  |  |
|  | Nicolas II Garaï |  |  |  |  |  |  |  |  |  |  |  |  |  |  |  |  |  |  |
|  |                  |  |  |  |  |  |  |  |  |  |  |  |  |  |  |  |  |  |  |
|  |                  |  |  |  |  |  |  |  |  |  |  |  |  |  |  |  |  |  |  |